# HD171388
HD171388 — хімічно пекулярна зоря спектрального класу A4, що має видиму зоряну величину в смузі V приблизно  7,4.
Вона  розташована на відстані близько 811,3 світлових років від Сонця.